# EO Близнецов
EO Близнецов (лат. EO Geminorum) — одиночная переменная звезда в созвездии Близнецов на расстоянии (вычисленном из значения параллакса) приблизительно 17 340 световых лет (около 5 316 парсек) от Солнца. Видимая звёздная величина звезды — от +15,2m до +13,2m.

## Характеристики
EO Близнецов — оранжевая углеродная пульсирующая медленная неправильная переменная звезда (LB) спектрального класса C5,3(N), или C(R). Эффективная температура — около 3688 К.